# Bundesstraße 524
Pour les articles homonymes, voir Route 524.
La Bundesstraße 524 est une ancienne Bundesstraße dans le Land de Basse-Saxe.

## Histoire
La B 524 est construite au milieu des années 1970 pour offrir une meilleure connexion à la Bundesautobahn 7. En 2003, dans le cadre des projets de transport de l'unité allemande, le projet n°13, elle est étendue à une autoroute et deviendra une partie de la Bundesautobahn 38.
Elle allait de la jonction "Friedland" de l'A 7 à la Bundesstraße 27 entre Friedland en Basse-Saxe et Marzhausen en Hesse. Elle mesurait environ quatre kilomètres de long et reliait la B 27 à l'A 7. Elle est devenue toute la longueur de la première partie de l'A 38 depuis l'échangeur autoroutier du Drammetal (anciennement la jonction Friedland sur l'A 7) jusqu'à Halle-sur-Saale et Leipzig.